# Blauwkopara
De blauwkopara (Primolius couloni) ook bekend onder de naam bergara is een papegaaiachtige uit het geslacht Primolius. Het is een voor uitsterven kwetsbare soort ara die leeft in het zuidwestelijke deel van de Amazone en aan de oostelijke heuvels van de Andes.

## Uiterlijk
De vogel heeft een lengte van ongeveer 41 centimeter en behoort met deze afmeting tot de kleinere ara's, soms ook weleens dwergara's genoemd. Het verenkleed van deze ara is voornamelijk groen en aan de onderzijde van de buik richting olijfgroen. De bovenkant van de staart is kastanjebruin met een groene lijn in het midden welke overgaat in een blauwe punt. De staart heeft een spits toelopende punt welke typerend is voor de Ara. De ondervleugel is groengeel van kleur. De snavel loopt over van zwart aan de kop tot grijs. De veren op de kop zijn blauw en de huid van de kleine kale ring rondom de ogen is donkergrijs.

## Leefgebied
Deze vogel komt uit het oostelijke deel van Peru (met uitzondering van het noordoosten), Noordwest-Bolivia en het uiterst westelijke deel van Brazilië. Het dier leeft in de vochtige regenwouden van het zuidwestelijke deel van de Amazone en aan de oostelijke heuvels van de Andes gebergte. Hij houdt zich vaak op aan de randen van open plekken in de bos en langs rivieren. Hij komt voor tot hoogtes van ongeveer 1500 meter.

## Gedrag
De vogel is vaak te vinden bij mauritiuspalmen (Mauritia flexuosa). De vogels zijn monogaam vormen paartjes voor het leven. Overdag trekken ze gezamenlijk door de omgeving. 's Avonds komen tot zo'n 60 exemplaren naar dezelfde plek om de nacht door te komen.

## Voedsel
Het voedsel van de blauwkopara bestaat uit zaden en vruchten. Met name de vrucht van de mauritiuspalm heeft bij de vogel een voorkeur. Ook is hij regelmatig te vinden bij plekken waar klei te vinden is waaraan de vogels regelmatig likken.

## Voortplanting
Helaas is er niet veel bekend over de voortplanting van deze vogels in het wild. Men vermoedt dat de meeste vogels hun nesten net zoals de meeste ara's in boomholtes hebben. In gevangenschap leggen de vogels 2 tot 4 eieren.

## Geluid
Het geluid van deze papegaaiachtige is hoger en veelal minder luid dan de meeste andere arasoorten.

## Status op de Rode Lijst
Tot voor kort kwam deze vogel vrij algemeen voor. Bij de laatste telling in 2006 welke gedaan is door BirdLife International werd de wilde populatie echter geschat op 1000 tot 2500 exemplaren. Deze aantallen worden door Tobias & Brightsmit een jaar later echter tegengesproken. Zij komen met een schatting van tussen de 9.200 tot 46.000 exemplaren. Feit is echter dat de aantallen wel drastisch afnemen. Hoewel veel van het leefgebied nog intact is, treedt ook habitatverlies op door houtkapactiviteiten,mijnbouw en gasboringen. De achteruitgang wordt vooral ook veroorzaakt door de illegale handel in exotische dieren. Om deze redenen staat deze soort als kwetsbaar op de Rode Lijst van de IUCN.
Formeel geldt een verbod op de handel in deze ara; de soort staat in de Bijlage I van het CITES-verdrag. Illegale handelaars nemen echter risico's omdat de vogel veel waard is op de zwarte markt. Een zeldzame ara kost in Europa al gauw tussen de 3000 tot 4000 euro.

## Synoniemen
- Ara couloni
- Propyrrhura couloni